# Budzów (województwo łódzkie)
Budzów – wieś w Polsce położona w województwie łódzkim, w powiecie radomszczańskim, w gminie Żytno.
W latach 1975–1998 miejscowość administracyjnie należała do województwa częstochowskiego.

## Urodzeni w Budzowie
- Zofia Praussowa – polska polityk, działaczka PPS i PPS – dawnej Frakcji Rewolucyjnej, posłanka na Sejm w II RP, inspektorka pracy i feministka, ofiara KL Auschwitz[4].